# Dolomedes tenebrosus
Dolomedes tenebrosus är en spindelart som beskrevs av Nicholas Marcellus Hentz 1844. Dolomedes tenebrosus ingår i släktet Dolomedes och familjen vårdnätsspindlar. Inga underarter finns listade i Catalogue of Life.

## Föda
Arten har observerats predera på fisk, bland annat Semotilus atromaculatus.